# 비도승우
비도승우(본명: 신승우, 1980년 3월 8일 ~ )는 대한민국의 힙합 가수이다. 현재 MJ와 함께 설립한 One Way Record (원 웨이 레코드) 레이블에서 활동 중이다. 최근 MC 스나이퍼와 다시 손을 잡으면서 앨범을 내며 활동을 재개했다. 비도승우라는 닉네임은 날아가는 칼(飛刀)처럼 가사를 대중들의 뇌리에 각인시키겠다는 뜻으로 지었다. 그는 자신의 이름에 대해서 "동방신기의 네 글자 이름은 사실 내가 원조다"라는 말을 하기도 하였다.

## 음악 활동
- 비도형 제발 돌아와줘
- 비도형 제발 돌아와줘 part2

## 앨범

### 키네틱플로우(비도승우, U.L.T) 앨범
- 2006년 2월 27일 《Challenge 4da Change 》
- 2009년 1월 6일  《Delicious days 》 (single)

### 키네틱플로우(비도승우) 앨범
- 2009년 9월 25일  《G - days 》 (single)
- 2010년 5월 27일  《one  days 》(single)
- 2012년 6월 20일  《ROSA 》(single)
- 2016년 10월 24일 《Mind Rob 1.0 ver 》 (EP)

### 피쳐링
- 2002년 5월 16일 《진정한 소리꾼》 - MC 스나이퍼
- 2003년 5월 14일 《Buddha Baby》 - MC 스나이퍼
- 2004년 3월 18일 《네 자루의 M.I.C》 - MC 스나이퍼
- 2004년 6월 25일 《진혼곡 2004 Pt.1》 - MC 스나이퍼
- 2005년 2월 18일 《두통》 - 배치기
- 2005년 2월 18일  《공제선》 - 배치기
- 2006년 9월 4일   《허풍선》 - 배치기
- 2009년 7월 21일 《Boom벼 Remix》 - 킹핀
- 2012년 4월 13일 《Call me》- MC 스나이퍼
- 2015년 9월 10일 《U.F.L(Unfinished Love)》- MC 스나이퍼
- 2015년 11월 5일 《솔개처럼》- MC 스나이퍼
- 2016년 12월 4일 《바지 내려》 - 송래퍼